# Chiesa di San Lorenzo Martire (Budrio)
La chiesa di San Lorenzo Martire è la parrocchiale di Budrio, in città metropolitana ed arcidiocesi di Bologna: fa parte del vicariato di Budrio-Castel San Pietro Terme.

## Storia
La prima citazione di una chiesa a Budrio risale al 1146; da un documento del 1185 si apprende che vicino a questa chiesa si trovava il camposanto. L'edificio fu ristrutturato nel XIV secolo, per poi essere praticamente rifatto tra il 1406 ed il 1461. In questo periodo alcuni Padri Serviti aprirono un convento attiguo alla parrocchiale.
I lavori di costruzione della torre campanaria iniziarono nel 1521, ma ben presto s'interruppero a causa delle ristrettezze economiche; fu ultimata soltanto nel 1672. La chiesa fu ampliata tra il 1608 ed il 1612. Tra il 1734 ed il 1736 il porticato venne riedificato su progetto di Alfonso Torreggiani e, tra il 1794 ed il 1796, il transetto fu ricostruito da Giuseppe Tubertini. Il 19 aprile 1945 una forte esplosione distrusse l'abside, la sagrestia ed il campanile; quest'ultimo non fu mai più ricostruito a causa della mancanza di fondi, tuttavia la chiesa possiede ugualmente una cella campanaria a terra che custodisce un possente "quarto" di campane della fonderia De Poli, che costituisce il più pesante concerto campanario "in tono maggiore" dell'intera Arcidiocesi di Bologna, suonabile secondo il tipico sistema del "doppio alla bolognese".

## Interno
Opere di pregio custodite all'interno della chiesa sono due statue dei Santi Sebastiano e Lorenzo, due pale raffiguranti Il Martirio di San Lorenzo, opera di Gaetano Gandolfi e Gesù Cristo dà le chiavi a San Pietro, dipinto da Giovanni Andrea Donducci, l'organo, novecentesco, il pulpito ligneo, risalente al 1578, e una statua della Madonna Addolorata.